# تامبو
تامبو (انگلیسی: Tombow) شرکت نوشت‌افزار ژاپنی است، که در سال ۱۹۱۳ تأسیس شد.